# Rezervația naturală Voinova (raionul Anenii Noi)
Voinova este o rezervație naturală silvică în raionul Anenii Noi, Republica Moldova. Este amplasată la nord de satul Șerpeni, ocolul silvic Anenii Noi, Voinova, parcela 41. Are o suprafață de 27 ha. Obiectul este administrat de Gospodăria Silvică de Stat Chișinău.